# Сюжет 35
«Сюжет 35» (фр. Carré 35) — документальный фильм 2017 года, совместного производства Франции и Германии, поставленный режиссёром Эриком Каравакой. Премьера ленты состоялась 21 мая 2017 на 70-м Каннском международном кинофестивале, где он был показан во внеконкурсной программе. Лента была номинирована на французскую национальную кинопремию «Сезар» 2018 года, в категории «Лучший документальный фильм».

## Описание
Эрик Каравака отправляется на поиски своей сестры Кристины, которая погибла в трёхлетнем возрасте, задолго до того, как он родился, и о существовании которой он узнал значительно позже. О ней не принято было говорить в семье, дома почти не было фотографий девочки. Известно только, что похоронена она на участке 35 французского кладбища Касабланки. Фильм является попыткой восполнить образы, которых не хватает, отыскать части собственной идентичности. Пробиться к подсознательной памяти, которая есть в каждом из нас и которая нас формирует, — хотим мы этого или нет.

## Награды и номинации
Каннский кинофестиваль-2017
- Участие в «Специальных показах», выдвижение на приз документального кино «Золотой глаз» — Эрик Каравака[4]

Премия Луи Деллюка-2017
- Лучший фильм — Эрик Каравака (номинация)

Премия «Сезар»-2018
- Лучший документальный фильм — режиссёр: Эрик Каравака, продюсеры: Летиция Гонзалес, Яэль Фогель (номинация)

Премия «Люмьер»-2018
- Лучший документальный фильм — Эрик Каравака (номинация)